# Roc de les Bruixes
El Roc de les Bruixes és una muntanya de 532 metres que es troba al municipi de la Baronia de Rialb, a la comarca catalana de la Noguera.